# NGC 4981
NGC 4981 (другие обозначения — MCG −1-34-3, IRAS13062-0630, PGC 45574) — галактика в созвездии Дева. Открыта 17 апреля 1784 года Уильямом Гершелем.
Включена У. Гершелем в оригинальную редакцию «Нового общего каталога».
23 апреля 1968 года в галактике вспыхнула сверхновая типа Ia SN 1968I.
В 2007 году в галактике вспыхнула сверхновая SN 2007c, возникшая в результате коллапса ядра массивной звезды.